# Deuterodon potaroensis
Deuterodon potaroensis är en fiskart som beskrevs av Eigenmann, 1909. Deuterodon potaroensis ingår i släktet Deuterodon och familjen Characidae. Inga underarter finns listade i Catalogue of Life.